# Euxoa robiginosa
Euxoa robiginosa är en fjärilsart som beskrevs av Franz Dannehl 1929. Euxoa robiginosa ingår i släktet Euxoa och familjen nattflyn. Inga underarter finns listade i Catalogue of Life.

## Bildgalleri

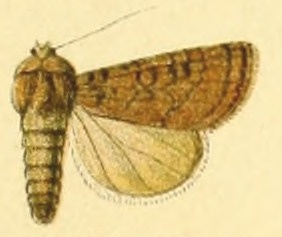